# They Planted a Stone
They Planted a Stone ist ein britischer Dokumentar-Kurzfilm von Robin Carruthers aus dem Jahr 1953. Er  befasst sich in erster Linie mit dem Dschazira-Projekt, in dem es um Bewässerung geht.

## Handlung
Hassan berichtet wie es um die landwirtschaftliche Nutzung des Nilwassers im Sudan bestellt ist. Die Sudaner möchten das Wasser effektiver nutzen, damit ihnen mehr fruchtbares Land zur Verfügung steht und der Sorghumhirsenanbau nicht mehr vollständig abhängig davon ist, wie viel Regen fällt. Der junge Mann berichtet weiter, dass er mit dem Wissen aufgewachsen sei, dass alle sieben Jahre eine Hungersnot aufgrund von Regenmangel entstehe. Des Weiteren erzählt er, dass seine Familie zum Nomadentum gezwungen sei, da ihre Ziegen, die sie mit Milch und Wolle versorgen, grasen müssten und es nicht genug Gras an einem Platz zum Fressen für sie gebe.
Hassan erzählt weiter, dass er mit 20 Jahren geheiratet und ein Haus gebaut habe und sein erster Sohn Said heiße. Er berichtet sodann, dass ein Auto ins Dorf gekommen sei und die hellhäutigen Männer für ihn unverständliche Dinge veranstaltet hätten – hier nimmt der Erzähler die Perspektive seines Sohnes ein – und einen Stein bepflanzt hätten.
Die Erzählerstimme wechselt und gibt Auskunft über Projekte, das Nilwasser mithilfe von Motorenkraft den Ebenen zuzuführen. Es soll Baumwolle angebaut werden, um durch den Exportgewinn die Entwicklung des Landes voranzutreiben und das sogenannte Dschazira-Projekt finanzieren zu können. Es wird auch auf die Bauten und Planungen – ebenfalls unter britischer Führung – für Ägypten eingegangen.
Nun berichtet Hassan von den negativen Auswirkungen des britischen Projekts auf seine Existenz. Das gestohlene Land werde jetzt für Baumwollanbau genutzt, wodurch seine Ziegen dort nicht mehr grasen können. Als wieder ein hellhäutiger Mann ins Dorf kommt, ist er misstrauisch und will dessen Verheißungen keinen Glauben schenken, wird jedoch eines Besseren belehrt.
Nun wechselt die Stimme wieder und es wird über den Bau und die Funktionsweise des Sannar-Damms und die positiven Auswirkungen auf die Landwirtschaft berichtet. Anschließend erzählt Hassan über die Veränderungen in der Anbauweise, die geschehen sind, z. B. die Mechanisierung und Motorisierung. Er erwähnt auch seine Anpassungsschwierigkeiten, die er aber letztlich überwunden habe. Schließlich hat er Erfolge beim Anbau von Baumwolle und muss nicht mehr mit den Ziegen umherziehen. Es gebe nun auch medizinische Versorgung im Dorf und man könne Produkte wie beispielsweise Tee aus anderen Ländern kaufen. Die neuen Häuser würden nun aus Backsteinen und Mörtel gebaut werden. Auch ein moderner Brunnen sei errichtet und zwei Schulen gebaut worden. Ein Dorfbewohner sei zum Field Inspector aufgestiegen. Die Baumwolle sei ein Segen.
Letztlich erläutert die andere Stimme die finanziellen Bedingungen des Projektes und andere realisierte und geplante Projekte zum Nil, ehe sie die Baumwolle als weißes Gold preist und der Film mit Aufnahmen von fröhlichen Dorfszenen endet.

## Oscar-Nominierung
Der Film wurde bei der Oscarverleihung 1954 in der Kategorie „Bester Dokumentar-Kurzfilm“ für die Trophäe nominiert.